# Nhà thờ xương Sedlec, CH Séc

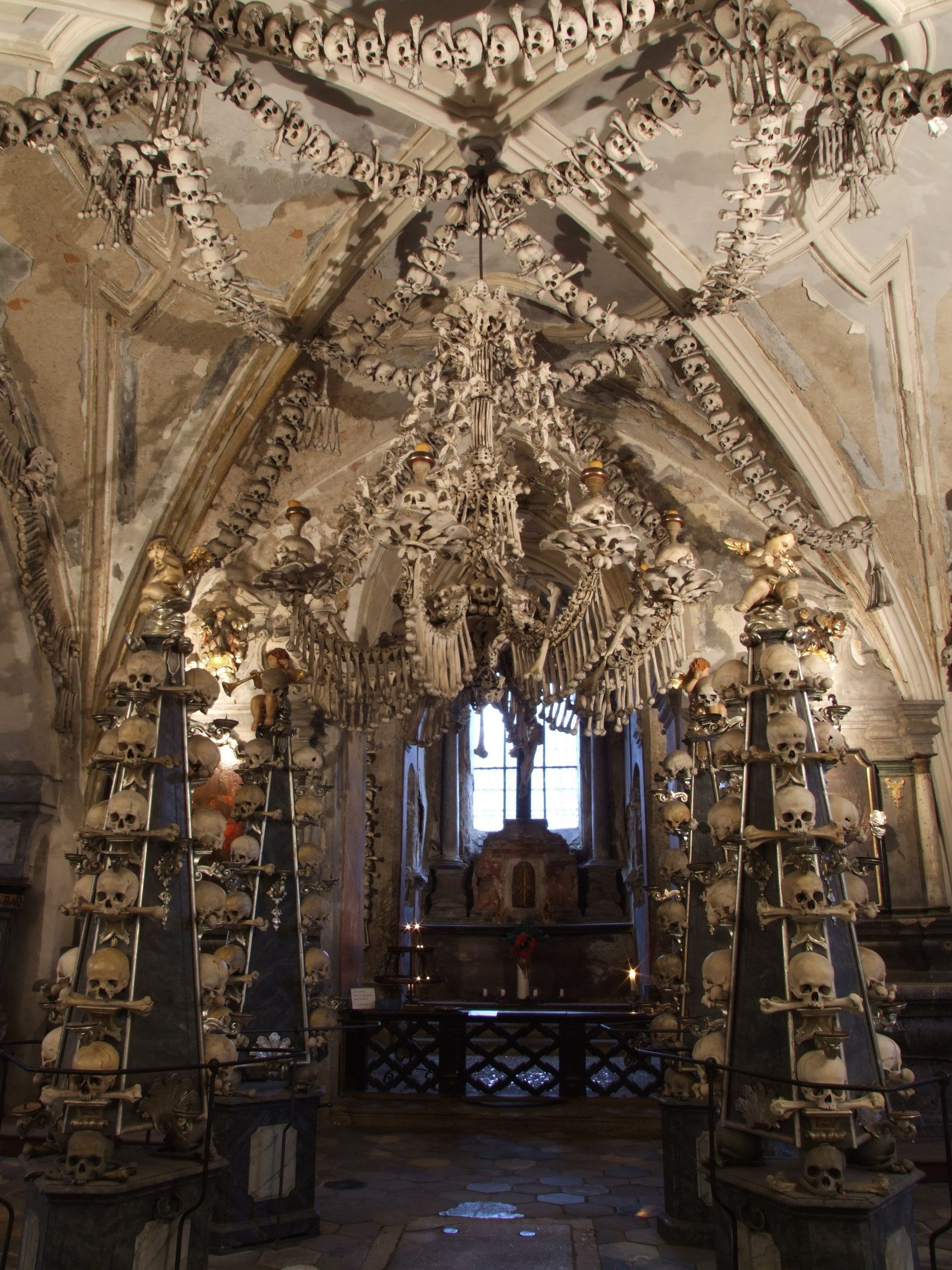
Nội thất nhà thờ

Sedlec Ossuary (tiếng Séc: Kostnice v Sedlci) là một nhà thờ Công giáo La Mã nhỏ, nằm bên dưới Nhà thờ Nghĩa trang của Tất cả các Thánh (tiếng Séc: Hřbitovní kostel Všech Svatých), đây là một phần của Tu viện Sedlec cũ ở Sedlec, ngoại ô thị trấn Kutna Hora - một thành phố cổ kính, nơi từng là trung tâm kinh tế, chính trị của Cộng hòa Séc khoảng thế kỷ 13-16.. Các chỗ để hài cốt được ước tính chứa khoảng 40.000 đến 70.000 bộ xương người, được sắp xếp nghệ thuật để trang trí và tạo nên hệ thống nội thất đặc biệt cho nhà thờ  Tháng 7/2008, nhà thờ Sedlec và ngôi làng cùng tên đã được UNESCO đưa vào danh sách Di sản văn hóa thế giới vào năm 1995 nhờ những kiến trúc độc đáo của nó và trở thành một trong những điểm thu hút khách du lịch nhất của Cộng hòa Séc với hơn 200.000 du khách hàng năm.
Nhà thờ được dựng lên và trang trí với rất ít các chất liệu xây dựng truyền thống. Thay vào đấy, ở mọi ngõ ngách của nhà thờ, người ta có thể thấy, cảm nhận và cả chạm vào xương người. Có vô số xương người, những hộp sọ hoặc những khúc xương khuỷu tay, khủy chân hay xương sườn tại mọi nơi trong nhà thờ cổ kính, lạnh lẽo và đầy bí ẩn này.
Nhà thờ có bốn ụ hình chuông khổng lồ nằm ở các góc. Nội thất tiêu biểu ở đây là một chiếc đèn chùm khổng lồ bằng xương, chứa ít nhất một trong số mỗi xương trên cơ thể người, được treo ở giữa gian giữa với những vòng hoa hình đầu lâu trên vòm. Các công trình khác bao gồm cầu tàu và bàn thờ monstrances, một huy hiệu của Nhà Schwarzenberg, và chữ ký của František Rint viết bằng xương, trên tường gần cửa ra vào.

## Lịch sử

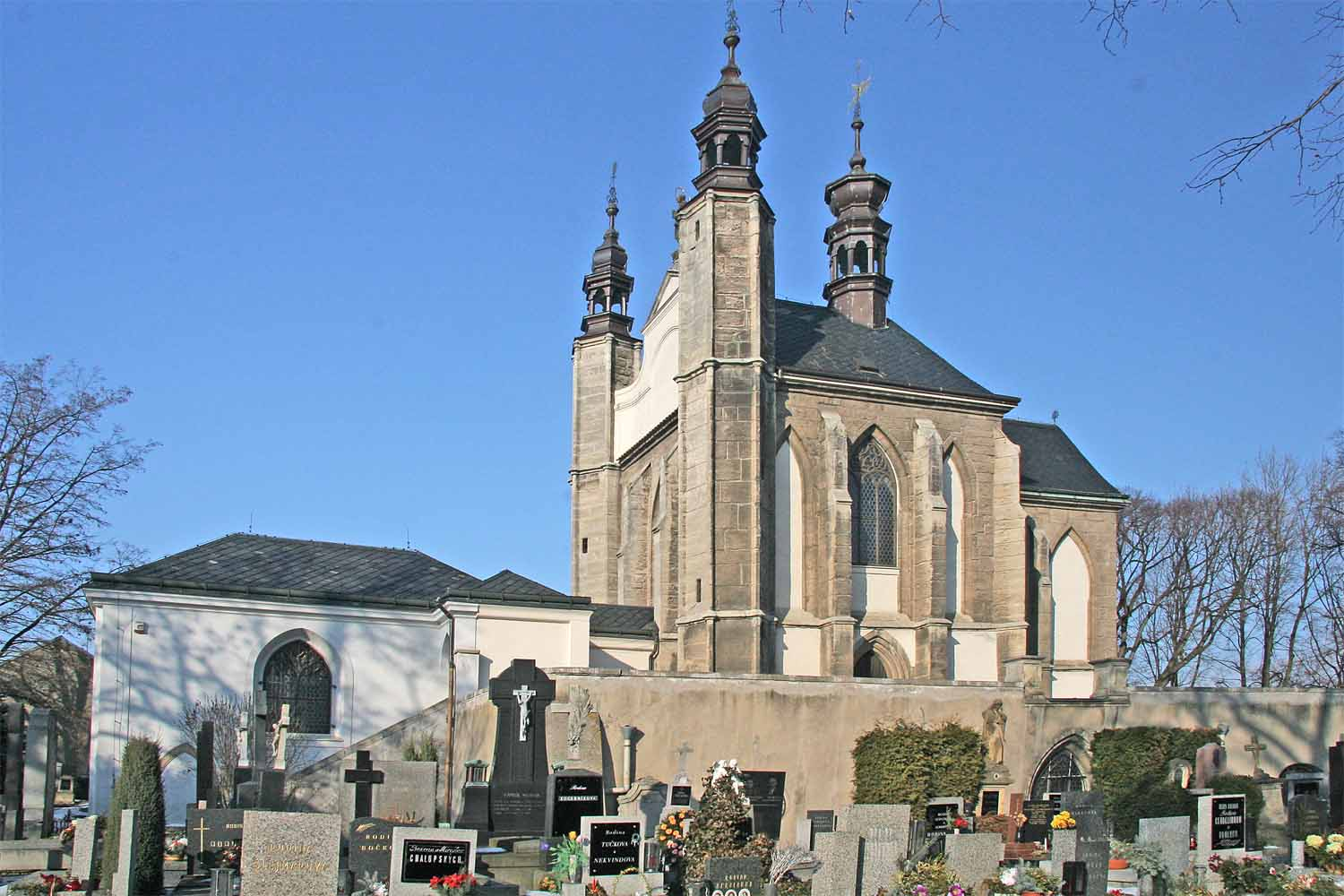
Nhà thờ nhìn từ bên ngoài

Trước thế kỷ 13, vùng đất xây nhà thờ là một khu nghĩa trang đơn sơ của làng. Năm 1278, Henry, tu viện trưởng của tu viện Xitô ở Sedlec, được vua Otakar II của Bohemia cử đến Thánh địa. Khi trở về, ngài đã mang theo mình một nhúm đất Golgotha và rắc lên nghĩa trang các tu sĩ. Lời đồn về hành động này nhanh chóng lan rộng, kể từ đó có đến hàng ngàn người dân đã đổ xô đến vùng đất này để an táng cho người thân và nghĩa trang ở Sedlec trở thành một địa điểm chôn cất mà ai cũng mơ ước trên khắp Trung Âu.
Chỉ khoảng 1 thế kỷ sau đó, vào giữa thế kỷ 14, nạn dịch hạch "Cái chết Đen" hoành hành và Chiến tranh Hussite diễn ra vào đầu thế kỷ 15 khiến số lượng người được chôn cất trong nghĩa trang của tu viện tăng vọt nên nó đã phải được mở rộng rất nhiều.
Vào khoảng những năm 1400, các bộ xương ở nghĩa trang được gom lại để lấy đất cho việc xây dựng và phát triển thị trấn. Khi đó, một nhà thờ mang kiến trúc Gothic  đã được xây dựng ở trung tâm của nghĩa trang với một mái vòm phía trên và một nhà nguyện phía dưới để được sử dụng như một chỗ để hài cốt cho các ngôi mộ tập thể được khai quật được trong quá trình xây dựng, hoặc đơn giản là dự kiến sẽ phá hủy để nhường chỗ cho những "cư dân" mới.
Đến giữa năm 1703 và 1710, một lối vào mới đã được xây dựng để bức tường phía trước có thể nghiêng ra ngoài và nhà nguyện phía trên cũng đã được tu sửa lại theo phong cách Baroque của Séc, được thiết kế bởi Jan Santini Aichel.
Qua thời gian, cả hầm chứa cũng đầy những ngôi mộ, không còn giống một nhà thờ thì vào năm 1870, một dòng họ có quyền thế ở địa phương là Schwartzenberg đã thuê nghệ nhân điêu khắc gỗ nổi tiếng František Rint làm công việc kỳ quái là đưa những bộ xương từ hầm chứa lên, xếp các đống xương vào trật tự tạo thành các tác phẩm điêu khắc nghệ thuật rùng rợn mà bây giờ chúng ta đã có thể chiêm ngưỡng. Chữ ký của Rint, cũng được thực hiện bằng xương, xuất hiện trên bức tường gần lối vào nhà nguyện.

## Trong phim ảnh
Năm 1970, để kỷ niệm một trăm năm bởi đóng góp của František Rint, nhà làm phim người Séc Jan Švankmajer đã được ủy quyền để làm phim ghi lại tài liệu về thánh địa bí ẩn này. Một đoạn phim dài 10 phút được cắt ghép tỉ mỉ với những hình ảnh về một nhà thờ bao trùm bởi những bộ xương rùng rợn và kì quái.
Trong bộ phim tài liệu Long Way Round, Ewan McGregor và Charley Boorman dừng lại để xem nhà thờ này. Dan Cruickshank cũng đã xem nhà thờ trong Cuộc phiêu lưu trong kiến trúc của anh ấy.
Sedlec Ossuary là một địa điểm của cốt truyện chính trong tiểu thuyết Thiên thần đen của John Connolly.
Sedlec Ossuary được sử dụng làm địa điểm cho bộ phim <i id="mwcQ">Dungeons &amp; Dragons</i>  và bộ phim Blood &amp; Chocolate.
Các chỗ để hài cốt đã xuất hiện trong Ripley: tin hay không và được mô tả bởi Cara Seymour trong cảnh cuối cùng của bộ phim thích ứng.

Ossuary xuất hiện trên hai phiên bản The Amazing Race: The Amazing Race Australia 1 và HaMerotz LaMillion 2.

The Sedlec Ossuary
Cổng vàoCổng vào
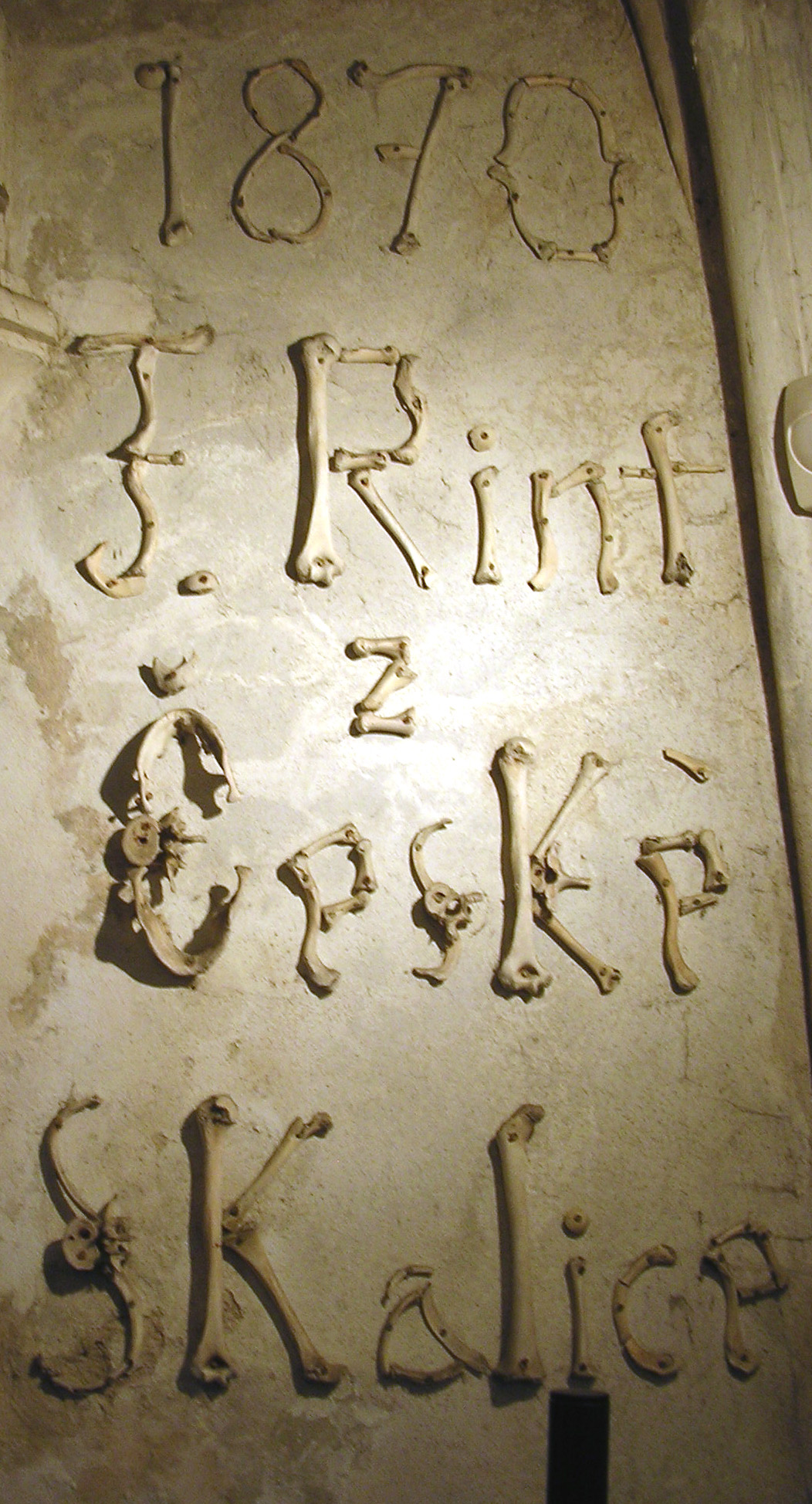
Chữ ký của F. Rint viết bằng xương
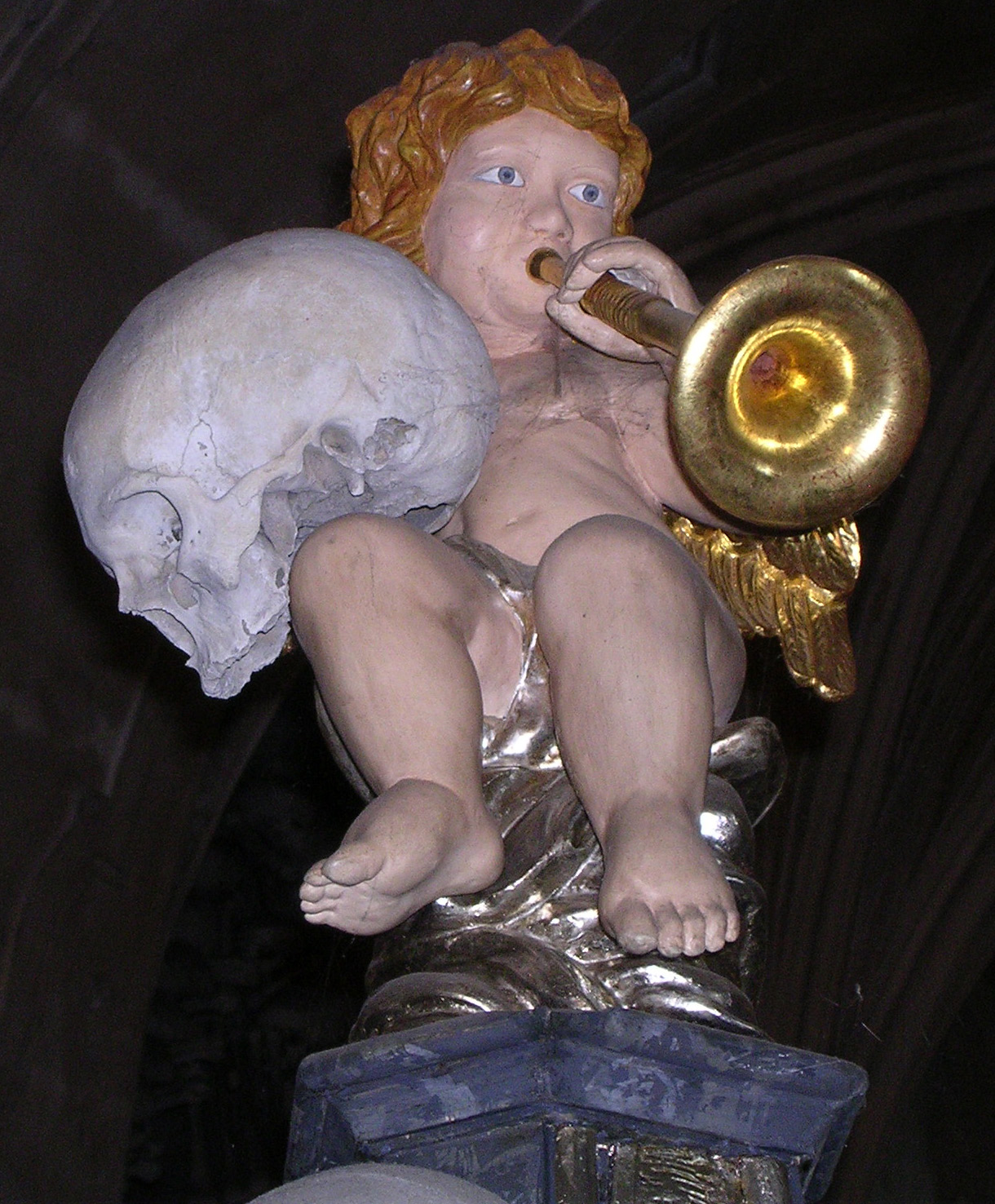
Trang trí
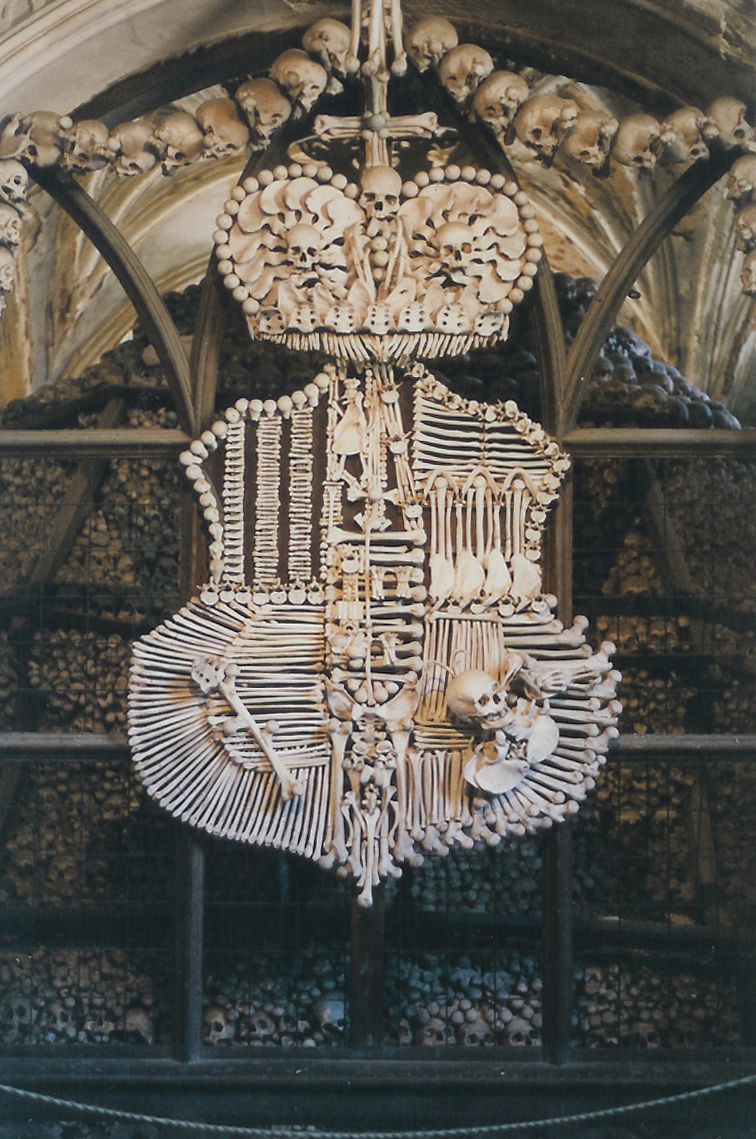
Quốc huy Schwarzenberg làm bằng xương
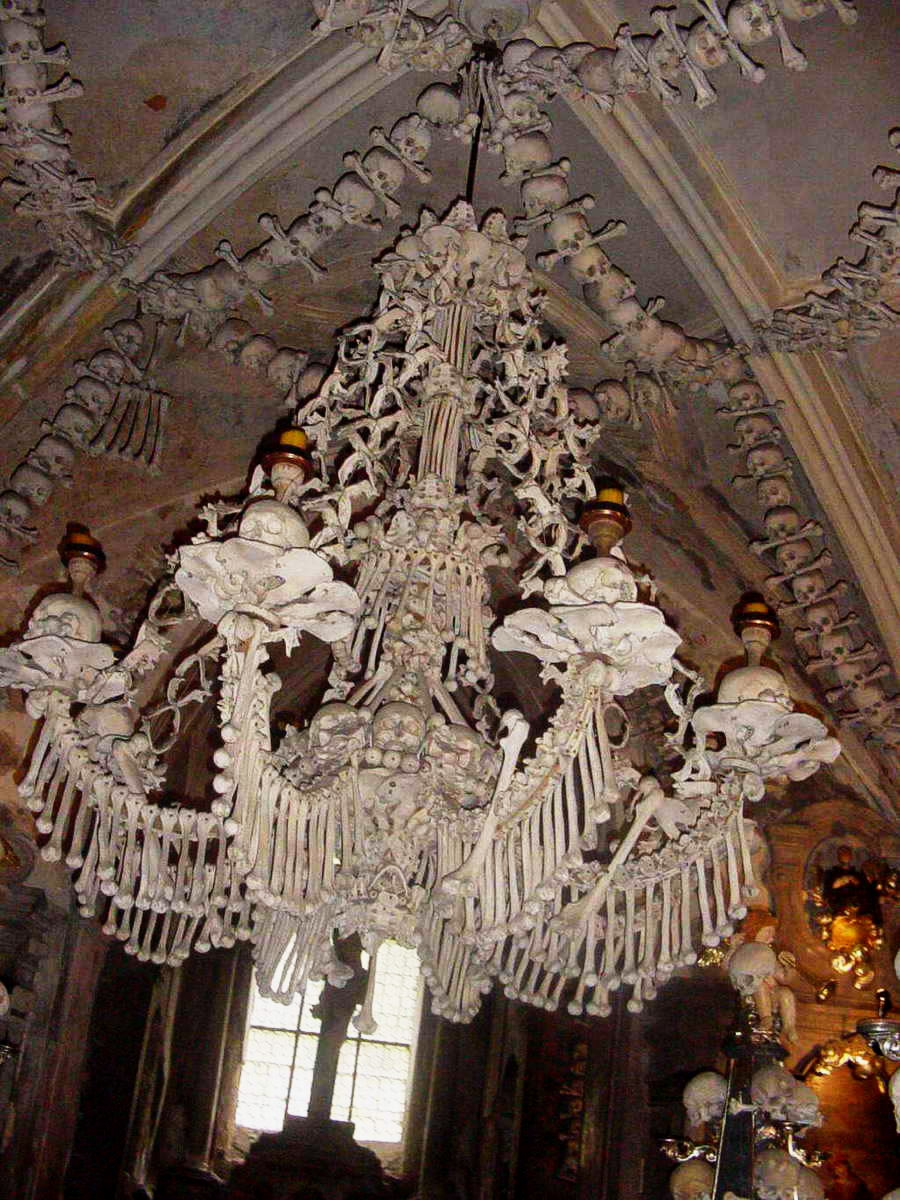
Đèn chùm làm bằng xương và đầu lâu
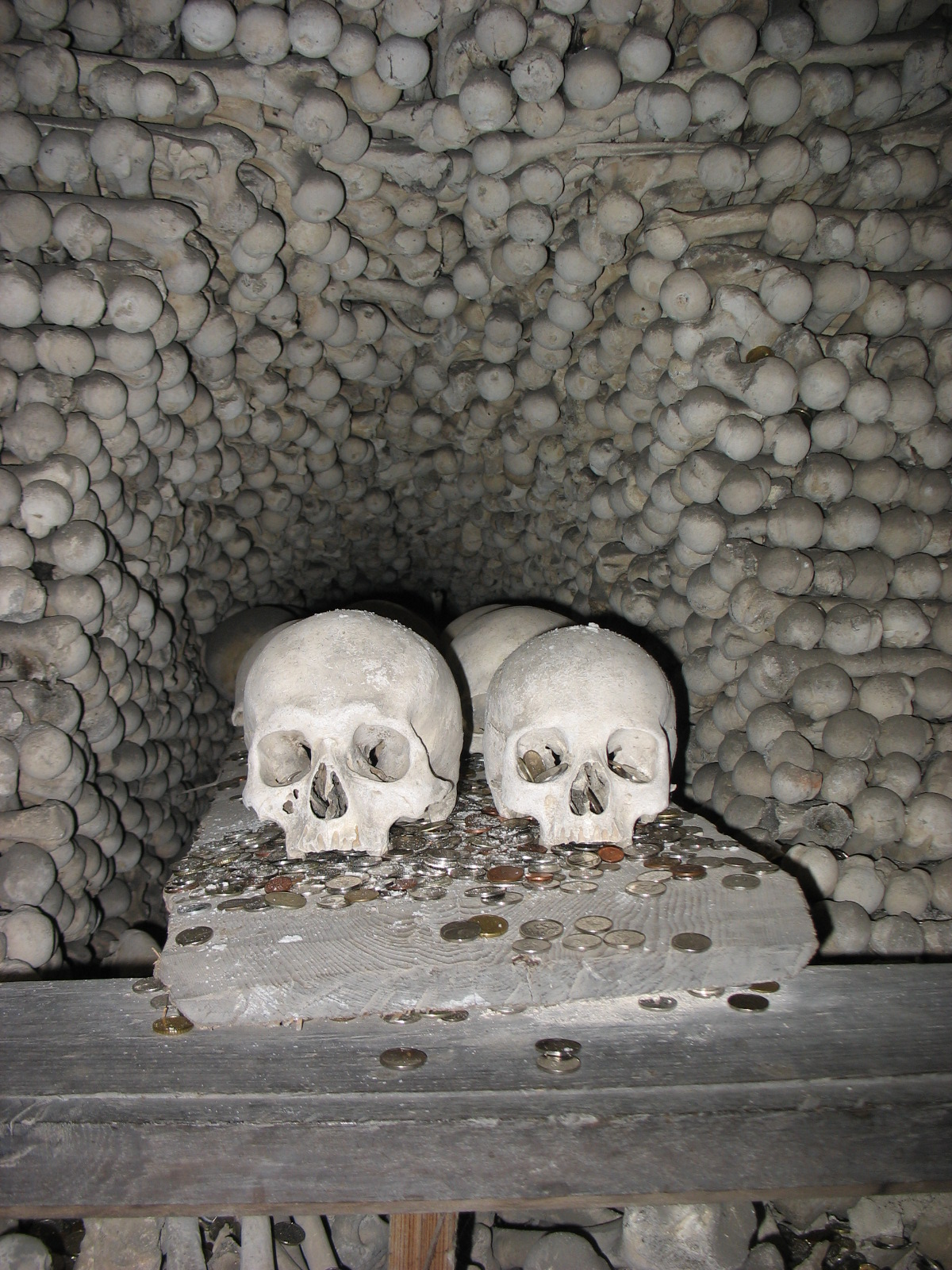
Tiền xu